# 恵山丸山
恵山丸山（えさんまるやま）は、恵山道立自然公園に指定された北海道函館市にある第四紀火山である。標高は691.1m。南側に恵山が位置する。安山岩質の成層火山で、火山活動の時期は約20万年前。